# Италијанска крстарица Зара
Зара (итал. Zara, Задар) је била италијанска крстарица истоимене класе. Поринута је у луци Ла Специја 1930. године. Учествовала је у Другом светском рату.

## Историја
Многи војни аналитичари сматрају да је једна од најбољих конструкција крстарица у Другом светском рату управо италијанска тешка крстарица класе Zara, конструисана и изграђена тридесетих година. Ову класу бродова сматрају и најесрећнијом класом бродова Другог светског рата. Укупно је изграђено 4 бродова ове класе: Zara, Fiume, Pola и Gorizia. Сва четири брода су узела активно учешће током рата. 
У суштини Zara класа представља усавршену класу Trento. Код класе Trento је жртвован оклоп у циљу добијања веће брзине брода која је омогућавала извођење акција дуж дуге италијанске обале, иако су биле у немогућности да се супротставе новијим класама бродова у артиљеријском боју. 
Оклоп тешких крстарица класе Zara био је довољно јак да издржи артиљеријску ватру из топова једнаких сопственим топовима (могле су да се супротставе такође тешким крстарицама). Тако су могле да се супротставе бродовима изграђеним под одредбама Вашингтонског споразума копји је дозвољавао оклоп дебљине до 76 mm. Овакав оклоп био је добар само против оружја разарача и лаких крстарица, док је био потпуно неефикасан против зрна масе 120 kg испаљених из топова калибра 203 mm који су пробијали оклопе дебљине и до 150 mm на средњим даљинама.
Све до појаве крстарица класе Salem, крстарице класе Zara су представљале најоклопљеније бродове своје класе. Ово је било могуће једино игнорисањем одредби ограничења већ донесеног Вашингтонског споразума.
Радови на изградњи ове класе бродова започели су 1929. године, да би већ следеће године била поринута прва крстарица из класе, док је увођење у оперативну употребу извршнено 1931. године. Преостали бродови из класе уведени су у оперативну употребу 1932. и 1933. године. Француска је на појаву ових бродова одговорила изградњом сопствених тешких крстарица, класе Algerie, које нису могле бити такмац италијанским тешким крстарицама.
Тешке крстарице класе Zara су се налазиле у саставу новоформираног 1. дивизиона јачине три крстарице, док је преостали, четврти брод исте класе држан у резерви. Током прве фазе рата, 1. дивизион је представљао велики проблем британској флоти, која није имала адекватне бродове да им се супротстави. 
У Другом светском рату, учествује у неколико битака. 
- 1940.: битка код Калабрије, битка код рта Спада, операцијама Капе и МБ 5, те у нападу на Таранто.

Потопљена у бици код Матапана.